# 伊萬尼夫齊 (利維夫州)
參數所指定的目標頁面不存在，建議更正成存在頁面或直接建立下列一個頁面（建立前請先搜尋是否有合適的存在頁面可以取代）：
- 伊萬尼夫齊

49°23′11″N 24°6′14″E / 49.38639°N 24.10389°E
伊萬尼夫齊（羅馬化：Ivanivtsi）是烏克蘭西部的村莊，隸屬利維夫州的斯特雷區。該村面積0.86平方公里，海拔高度251米，2020年人口425，人口密度每平方公里494.19人。